# Göritz
Pour les articles homonymes, voir Goritz (homonymie).
Göritz est une commune allemande de l'arrondissement d'Uckermark, Land de Brandebourg.

## Géographie
Göritz se situe sur le versant plat d’une moraine terminale qui s'étend du nord au sud sur la rive orientale de l'Uecker.
La commune comprend les quartiers de Göritz, Malchow et Tornow.
|           | Nieden Rollwitz |              |
| Uckerland | Göritz          | Schönfeld    |
|           | Prenzlau        | Schenkenberg |

Göritz se trouve sur la Bundesstraße 109.

## Histoire
La première église est construite vers 1250, avant la première mention écrite de Göritz en 1346.
Du XIIe siècle au XVe siècle, la ville est sous l'influence allemande. Après la dispute entre la Poméranie, le Brandebourg et le Mecklembourg pour la possession de l'Uckermark, un accord entre le duc de Poméranie et le margrave de Brandebourg est conclu en 1440 à Göritz. Au cours des conflits autour de l'Uckermark, les habitants allemands s'installent de plus en plus dans les environs de Göritz, qui devient pendant ce temps un village-rue et un Angerdorf, ses structures de base actuelles.
Malchow fusionne avec Göritz en 1928 et Tornow en 1982.

## Démographie
| Année | Nombre d'habitants |
| ----- | ------------------ |
| 1875  | 654                |
| 1890  | 565                |
| 1910  | 695                |
| 1925  | 638                |
| 1933  | 783                |
| 1939  | 695                |
| 1946  | 1 170              |
| 1950  | 1 187              |

| Année | Nombre d'habitants |
| ----- | ------------------ |
| 1964  | 856                |
| 1971  | 837                |
| 1981  | 822                |
| 1985  | 947                |
| 1989  | 951                |
| 1990  | 943                |
| 1991  | 947                |
| 1992  | 934                |
| 1993  | 925                |
| 1994  | 923                |

| Année | Nombre d'habitants |
| ----- | ------------------ |
| 1995  | 932                |
| 1996  | 932                |
| 1997  | 944                |
| 1998  | 954                |
| 1999  | 944                |
| 2000  | 928                |
| 2001  | 927                |
| 2002  | 903                |
| 2003  | 882                |
| 2004  | 856                |

| Année | Nombre d'habitants |
| ----- | ------------------ |
| 2005  | 836                |
| 2006  | 836                |
| 2007  | 844                |
| 2008  | 831                |
| 2009  | 822                |
| 2010  | 804                |
| 2011  | 796                |
| 2012  | 781                |
| 2013  | 796                |
| 2014  | 794                |

| Année | Nombre d'habitants |
| ----- | ------------------ |
| 2015  | 780                |
| 2016  | 793                |
| 2017  | 805                |

## Personnalités liées à la commune
- Carl Heinrich von Wedel (1712–1782), lieutenant général et ministre de la guerre prussien né à Göritz.

## Source, notes et références
- (de) Cet article est partiellement ou en totalité issu de l’article de Wikipédia en allemand intitulé « Göritz » (voir la liste des auteurs).